# Die Todeskarawane
Die Todeskarawane (Untertitel: Ein Filmbild von südlicher Sonne in 6 Akten) ist ein deutscher Stummfilm nach Motiven des Romans Von Bagdad nach Stambul von Karl May (Karl-May-Film) aus dem Jahr 1920 unter der Regie von Josef Stein. Es ist die zuletzt gedrehte, aber als zweite aufgeführte der drei Karl-May-Verfilmungen der Produzentin Marie-Louise Droop mit Carl de Vogt als Kara Ben Nemsi.
Die Uraufführung des Films erfolgte am 18. November 1920 in Dresden. Bereits zwei Tage zuvor war er in Hamburg der Presse gezeigt worden.

## Handlung
„Unter den schauerlichen Rätseln des Ostens ist ein besonders unheimliches, die Todeskarawane. Alljährlich bewegt sich eine endlose Schlange fanatischer Orientalen nach dem heiligen Wallfahrtsort der schiitischen Muhammedaner. Unzählige Särge werden von frommen Anverwandten mitgeführt – aber bald bricht unter der glühenden Sonne ein Heer der furchtbarsten Seuchen aus.
Der Weltreisende Karl May gerät auf seinen Wanderungen in den Bereich dieser Karawane – auch ihn und seinen treuen Diener überfällt die Pest. Doch sie überwinden die furchtbare Krankheit und trotzen allen Ränken, Überfällen und Verfolgungen feindlicher Menschen. Vor diesem schauerlichen und doch durch Taten heldenhafter Freundestreue ergreifend gestalteten Hintergrund webt sich ein holdes Gespinst wundersamer Liebesträume um den Weltenfahrer und eine geheimnisvolle wunderschöne Perserin.“ (aus dem Verleihtext).

## Hintergrund
Die Witwe von Karl May, Klara May, fand, dass der Hauptdarsteller Carl de Vogt Ähnlichkeit mit ihrem Mann aufweise. Den Film selbst fand sie sehr gut. Er war jedoch ein kommerzieller Misserfolg. Die Todeskarawane gilt als verschollen. Dracula-Star Bela Lugosi hatte mit dem kleinen Part eines Scheichs einen seiner ersten Filmauftritte in Deutschland.